# Капучине
Капучине (фр. Capucine, настоящее имя Жермен Элен Ирен Лефевр, фр. Germaine Hélène Irène Lefebvre; 6 января 1928, Сен-Рафаэль, Вар, Франция — 17 марта 1990, Лозанна, Швейцария) — французская актриса и модель. Номинировалась на «Золотой Глобус» (1961). Наиболее известна ролью Симон Клузо в фильме «Розовая Пантера» (1963), где Капучине сыграла в паре с Питером Селлерсом. В СССР был популярен фильм «Блеф» (1976) с Адриано Челентано и Энтони Куинном, в котором Капучине исполнила роль Белль Дюк.

## Биография
Жермен Лефевр родилась в Сен-Рафаэле департамента Вар на юге Франции в буржуазной семье. С ранних лет проявляла независимость характера. Лефевр училась во французской школе, изучала иностранные языки, получила степень бакалавра. Родители хотели, чтобы их дочь стала школьной учительницей, а когда Лефевр отказалась, предложили попробовать работу в банке. В 17 лет её заметил один профессиональный парижский фотограф; Лефевр быстро стала известной моделью, работала с Кристианом Диором и Живанши.
Лефевр взяла псевдоним Капучине (фр. capucine — «настурция»), слово родственное «капюшону», «капуцинам» и «капучино», — близкие друзья звали её «Кэп». В это время она познакомилась с будущей звездой Голливуда Одри Хепбёрн, с которой они остались дружны до конца дней, вместе они позже жили в Швейцарии, и Хепбёрн несколько раз спасла подруге жизнь (Лефевр страдала расстройством психики — маниакально-депрессивным психозом — и во время приступов пыталась покончить с собой).
Капучине дебютировала в кино в 1948 году, сыграв роль горничной в фильме «Двуглавый орёл» Жана Кокто. В фильме Жака Беккера «Свидание в июле» (1949) её имя даже не упоминалось в титрах, — но на съёмках она познакомилась с актёром Пьером Трабо и через год стала его женой. Этот брак продлился всего шесть месяцев и был первым и последним в жизни актрисы.
В 1950-е годы Капучине почти не снималась в кино, изредка появляясь на экране в небольших ролях, продолжала работать моделью.
В 1957 году киноагент и продюсер Чарльз К. Фельдман заметил Капучине на одном из показов в Нью-Йорке и привёз её в Голливуд, намереваясь усовершенствовать её английский и обучить мастерству актёра у Григория Ратоффа. В 1958 году актриса подписала контракт с «Columbia Pictures», а в 1960 году сыграла свою первую англоязычную роль в биографическом фильме Чарльза Видора и Джорджа Кьюкора о Ференце Листе «Нескончаемая песня» («Song without end»), — ей досталась роль возлюбленной великого композитора, княгини Каролины Витгенштейн. В 1961 году за эту работу Капучине была номинирована на «Золотой глобус», — это и осталось наивысшим «признанием» в её кинокарьере.
В течение следующих двух лет Капучине была занята в шести больших голливудских постановках, а в 1962 году переехала в Швейцарию. Актриса продолжала сниматься в Европе до самой смерти. В 1963 году Капучине снялась в паре с Питером Селлерсом в комедии Блейка Эдвардса «Розовая Пантера», — эта её роль наиболее известна мировому зрителю. Позднее Капучине появилась в продолжениях фильма «След Розовой Пантеры» (1982) и «Проклятие Розовой Пантеры» (1983).
В середине 1960-х годах Капучине встретила актёра Уильяма Холдена. Несмотря на то что Холден был женат на актрисе Бренде Маршалл, они встречались в течение двух лет, после чего расстались друзьями и поддерживали хорошие отношения до смерти Холдена в 1981 году.
В 1960-е—1970-е годы актриса много снималась. Её партнёрами были Питер О’Тул, Рекс Харрисон, Жан-Поль Бельмондо, Марчелло Мастроянни, Вуди Аллен, Орнелла Мути, Чарлз Бронсон, Тосиро Мифунэ и другие звёзды экрана. В 1969 году Капучине снялась в «Сатириконе» Федерико Феллини.
В 1976 году в фильме Серджо Корбуччи «Блеф» Капучине исполнила роль аферистки Белль Дюк, соперницы и объекта романтического увлечения героя Энтони Куинна, старого мошенника Филиппа Бэнга.

### Смерть
Капучине всю жизнь преследовали психические приступы, во время которых она стремилась покончить с собой. Несколько раз её спасали, но в 1990 году, в возрасте 62 лет, она покончила с собой в Лозанне, выбросившись из окна своей квартиры на восьмом этаже. Была кремирована, прах развеян над морем.

## Фильмография
| Год       |    | Русское название                | Оригинальное название                   | Роль                          |
| --------- | -- | ------------------------------- | --------------------------------------- | ----------------------------- |
| 1948      | ф  | Двуглавый орёл                  | L’aigle à deux têtes                    | горничная                     |
| 1949      | ф  | Свидание в июле                 | Rendez-vous de juillet                  | подруга Пьера                 |
| 1949      | ф  | Бранкиньоль                     | Branquignol                             | пастушка                      |
| 1950      | ф  | Мой друг Сенфуан                | Mon ami Sainfoin                        | н/д                           |
| 1951      | ф  | Бертран Львиное Сердце          | Bertrand coeur de lion                  | баронесса                     |
| 1951      | ф  | —                               | Quattro rose rosse                      | н/д                           |
| 1955      | ф  | Шелест                          | Frou-Frou                               | художница, подруга Артуса     |
| 1960      | ф  | Нескончаемая песня              | Song Without End                        | княгиня Каролина Витгенштейн  |
| 1960      | ф  | К северу от Аляски              | North to Alaska                         | Мишель «Ангел» Боне           |
| 1961      | ф  | Триумф Михаила Строгова         | Le Triomphe de Michel Strogoff          | Татьяна Вольская              |
| 1962      | ф  | Прогулка по беспутному кварталу | Walk on the Wild Side                   | Хэлли                         |
| 1962      | ф  | Лев                             | The Lion                                | Кристин                       |
| 1963      | ф  | Розовая пантера                 | The Pink Panther                        | Симона Клузо                  |
| 1964      | ф  | Седьмой рассвет                 | The 7th Dawn                            | Дана Мерсье                   |
| 1965      | ф  | Что нового, киска?              | What’s New Pussycat                     | Рене Лефевр                   |
| 1966      | ф  | Феи                             | Le Fate                                 | Марта                         |
| 1967      | ф  | Горшок мёда                     | The Honey Pot                           | принцесса Доминик             |
| 1969      | ф  | Фрёйляйн Доктор                 | Fräulein Doktor                         | доктор Сафоре                 |
| 1969      | ф  | Беспощадные                     | Las crueles                             | Лусия Фонте                   |
| 1969      | ф  | Сатирикон                       | Fellini — Satyricon                     | Трифена                       |
| 1971      | ф  | Красное солнце                  | Soleil rouge                            | Пепита                        |
| 1972      | с  | Поиск                           | Search                                  | Сильвана Тристано             |
| 1975      | ф  | Неисправимый                    | L’ Incorrigible                         | Елена                         |
| 1975      | ф  | Джекпот                         | Jackpot                                 | н/д                           |
| 1976      | ф  | Блеф                            | Bluff storia di truffe e di imbroglioni | Белль Дюк                     |
| 1976      | с  | —                               | Cinéma 16                               | н/д                           |
| 1976      | с  | —                               | La pêche miraculeuse                    | мадмуазель дю Коломбье        |
| 1976      | ф  | Ради любви                      | Per amore                               | Марина Реджани                |
| 1977      | ф  | Невезучий папарацци             | Ecco noi per esempio                    | бывшая жена Клика             |
| 1978      | ф  | Портрет буржуазии в чёрном      | Ritratto di borghesia in nero           | Амалия / мать Елены           |
| 1979      | ф  | Из ада к победе                 | From Hell to Victory                    | Николь Ливайн                 |
| 1979      | ф  | Неаполитанский детектив         | Giallo napoletano                       | сестра Анджела                |
| 1979      | ф  | Арабские приключения            | Arabian Adventure                       | Вахишта                       |
| 1979      | ф  | Ягуар жив!                      | Jaguar Lives                            | Зина Ванакор                  |
| 1979      | с  | Мартин Иден                     | Martin Eden                             | миссис Морс                   |
| 1980      | с  | Восточный экспресс              | Orient-Express                          | Диана                         |
| 1982      | с  | Супруги Харт                    | Hart to Hart                            | Лили фон Борг                 |
| 1982      | тф | Гости                           | Les invités                             | Бланш Дюбур                   |
| 1982      | ф  | Афродита                        | Aphrodit                                | леди Сюзанн Стенфорд          |
| 1982      | ф  | След Розовой пантеры            | Trail of the Pink Panther               | леди Симона Литтон            |
| 1983      | ф  | Шальные пули                    | Balles perdues                          | мадам Тюфмин                  |
| 1983      | ф  | Проклятие Розовой пантеры       | Curse of the Pink Panther               | леди Симона Литтон            |
| 1984      | тф | —                               | Rouge Capucine                          | Ирен                          |
| 1984      | с  | Чёрная серия                    | Série noire                             | вдова Кастагнер               |
| 1985      | с  | Она написала убийство           | Murder, She Wrote                       | Белль Чейни                   |
| 1985      | с  | Желание петь                    | Voglia di cantare                       | мать Клаудии                  |
| 1986      | с  | Грехи                           | Sins                                    | Одиль                         |
| 1986      | с  | —                               | Madame et ses flics                     | н/д                           |
| 1986      | тф | Почитай отца своего             | Onora il padre                          | графиня                       |
| 1987      | ф  | Фотография Джойи                | Le foto di Gioia                        | Флора                         |
| 1987      | ф  | Мои первые сорок лет            | I miei primi 40 anni                    | княгиня Караччоло             |
| 1987      | тф | —                               | Gila and Rik                            | Камилла                       |
| 1989      | тф | Правда как другая               | Una verità come un'altra                | н/д                           |
| 1989—1990 | с  | Голубая кровь                   | Blaues Blut                             | графиня Симона фон Альтенберг |
| 1990      | тф | —                               | Quartier nègre                          | н/д                           |
| 1990      | с  | —                               | Il giudice istruttore                   | синьора Кордери               |

## Награды
- 1961 — Номинация на «Золотой Глобус» как лучшей актрисе за роль в фильме «Неоконченная песнь».